# Championnats d'Europe de natation 2026
Navigation
Belgrade 2024
Les championnats d'Europe de natation 2026 seront la trente-huitième édition des championnats d'Europe de natation. Organisés à Paris, en France, ils auront lieu en 2026, année de leur centennaire. La nage en eau libre aura lieu dans la Seine tandis que la natation synchronisée, la natation sportive et le plongeon prendront place au Centre aquatique olympique, à Saint-Denis, en Seine-Saint-Denis.